# Englische Cricket-Nationalmannschaft in den West Indies in der Saison 1989/90
Die Tour der englischen Cricket-Nationalmannschaft auf die West Indies in der Saison 1989/90 fand vom 24. Februar bis zum 16. April 1990 statt. Die internationale Cricket-Tour war Bestandteil der Internationalen Cricket-Saison 1989/90 und umfasste vier Tests und fünf ODIs. Die West Indies gewannen die Test-Serie 2–1 und die ODI-Serie 3–0.

## Vorgeschichte
Die West Indies bestritten zuvor in einem Drei-Nationen-Turnier in den Vereinigten Arabischen Emiraten, für England war es die erste Tour der Saison.
Das letzte Aufeinandertreffen der beiden Mannschaften bei einer Tour fand in der Saison 1988 in England statt.

## Stadien
Die folgenden Stadien wurden für die Tour als Austragungsort vorgesehen.
| Stadt         | Land                | Stadion                   | Kapazität | Spiele               |
| ------------- | ------------------- | ------------------------- | --------- | -------------------- |
| Bridgetown    | Barbados            | Kensington Oval           | 11.000    | 4. Test; 5. ODI      |
| Georgetown    | Guyana              | Bourda Cricket Ground     | 25.000    | 2. Test; 4. ODI      |
| Kingston      | Jamaika             | Sabina Park               | 20.000    | 1. Test; 3. ODI      |
| Port of Spain | Trinidad und Tobago | Queen’s Park Oval         | 25.000    | 3. Test; 1. & 2. ODI |
| St. John’s    | Antigua und Barbuda | Antigua Recreation Ground | 12.000    | 5. Test              |

## Kaderlisten
Die folgenden Kader wurden von den Mannschaften benannt.
| Test | Test | ODI | ODI |
| West Indies | England | West Indies | England |
| --- | --- | --- | --- |
| - Curtly Ambrose - Eldine Baptiste - Carlisle Best - Ian Bishop - Jeff Dujon - Gordon Greenidge - Desmond Haynes - Carl Hooper - Gus Logie - Malcolm Marshall - Ezra Moseley - Patrick Patterson - Viv Richards - Richie Richardson - Courtney Walsh | - Rob Bailey - David Capel - Phil DeFreitas - Angus Fraser - Graham Gooch - Nasser Hussain - Allan Lamb - Wayne Larkins - Devon Malcolm - Jack Russell - Gladstone Small - Mike Smith - Alec Stewart | - Curtly Ambrose - Keith Arthurton - Eldine Baptiste - Carlisle Best - Ian Bishop - Jeff Dujon - Gordon Greenidge - Desmond Haynes - Carl Hooper - Gus Logie - Malcolm Marshall - Ezra Moseley - Viv Richards - Richie Richardson - Courtney Walsh | - David Capel - Phil DeFreitas - Angus Fraser - Graham Gooch - Eddie Hemmings - Nasser Hussain - Allan Lamb - Wayne Larkins - Chris Lewis - Jack Russell - Gladstone Small - Mike Smith - Robin Smith - Alec Stewart |

## Tour Matches
| 2. – 5. Februar Scorecard | Basseterre | England XI 444-6 (166) & 213-6d (80.3) | – | Leeward Islands 256 (65) & 301-5 (54) |
|                           |            | Remis                                  |   |                                       |

| 8. – 11. Februar Scorecard | Castries | Windward Islands 317 (92.3) & 139-9 (42.2) | – | England XI 126 (70.4) & 326 (119.2) (f/o) |
|                            |          | Winward Island gewinnt mit 1 Wicket        |   |                                           |

| 19. – 21. Februar Scorecard | Kingston | England XI 405 (114) & 248 (63) | – | Jamaika 311 (79.1) & 44-2 (14) |
|                             |          | Remis                           |   |                                |

| 17. – 20. März Scorecard | Pointe-à-Pierre | England XI 252 (95.1) & 278 (112.5) | – | WICB President’s XI 294 (83.5) & 123 (36.4) |
|                          |                 | England XI gewinnt mit 113 Runs     |   |                                             |

| 30. März – 1. April Scorecard | Bridgetown | Barbados 367 (100) & 225-5d (62) | – | England XI 158 (48.5) & 126-1 (42) |
|                               |            | Remis                            |   |                                    |

## One-Day Internationals

### Erstes ODI in Port of Spain
| 14. Februar Scorecard | Port of Spain | West Indies 208-8 (50) | – | England 26-1 (13) |
|                       |               | No Result              |   |                   |

### Zweites ODI in Port of Spain
| 17. Februar Scorecard | Port of Spain | West Indies 13-0 (5.5) | – | England |
|                       |               | No Result              |   |         |

### Drittes ODI in Kingston
| 3. März Scorecard | Kingston | England 214-8 (50)                | – | West Indies 216-7 (50) |
|                   |          | West Indies gewinnt mit 3 Wickets |   |                        |

### Viertes ODI in Georgetown
| 7. März Scorecard | Georgetown | England 188-8 (48/48)             | – | West Indies 191-4 (45.2/48) |
|                   |            | West Indies gewinnt mit 6 Wickets |   |                             |

### Fünftes ODI in Bridgetown
| 3. April Scorecard | Bridgetown | England 214-3 (38/38)             | – | West Indies 217-6 (37.3/38) |
|                    |            | West Indies gewinnt mit 4 Wickets |   |                             |

## Tests

### Erster Test in Kingston
| 24. Februar – 1. März Scorecard | Kingston | West Indies 164 (64) & 240 (72.3) | – | England 364 (109.2) & 41-1 (16.3) |
|                                 |          | England gewinnt mit 9 Wickets     |   |                                   |

### Test in Georgetown
| 10. – 15. März Scorecard | Georgetown | West Indies | – | England |
|                          |            | Abgesagt    |   |         |

Anstatt des Tests wurden zwei ODIs gespielt.
| 14. März Scorecard | Georgetown | West Indies | – | England |
|                    |            | Abgesagt    |   |         |

| 15. März Scorecard | Georgetown | England 166-9 (49/49)             | – | West Indies 167-3 (40.2/49) |
|                    |            | West Indies gewinnt mit 7 Wickets |   |                             |

### Dritter Test in Port of Spain
| 23. – 28. März Scorecard | Port of Spain | West Indies 199 (65.1) & 239 (84.2) | – | England 288 (137.2) & 120-5 (33) |
|                          |               | Remis                               |   |                                  |

### Vierter Test in Bridgetown
| 5. – 10. April Scorecard | Bridgetown | West Indies 446 (121.5) & 267-8d (68) | – | England 358 (109.3) & 191 (91.4) |
|                          |            | West Indies gewinnt mit 164 Runs      |   |                                  |

### Fünfter Test in St. John’s
| 12. – 16. April Scorecard | St. John’s | England 260 (91.1) & 154 (47)                     | – | West Indies 446 (120.5) |
|                           |            | West Indies gewinnt mit einem Innings und 32 Runs |   |                         |